# Dongjia (köpinghuvudort i Kina, Jiangxi Sheng, lat 28,27, long 115,51)
Dongjia är en köpinghuvudort i Kina. Den ligger i provinsen Jiangxi, i den sydöstra delen av landet, omkring 58 kilometer sydväst om provinshuvudstaden Nanchang. Antalet invånare är 23 455. Befolkningen består av 11 080 kvinnor och 12 375 män. Barn under 15 år utgör 20,0 %, vuxna 15-64 år 72 %, och äldre över 65 år 7,0 %.
Runt Dongjia är det tätbefolkat, med 459 invånare per kvadratkilometer. Närmaste större samhälle är Tuochuan, 19,9 km sydost om Dongjia. Trakten runt Dongjia består till största delen av jordbruksmark.
Genomsnittlig årsnederbörd är 2 190 millimeter. Den regnigaste månaden är juni, med i genomsnitt 367 mm nederbörd, och den torraste är oktober, med 28 mm nederbörd.